# Coltan-Fieber: Connecting People
Coltan-Fieber: Connecting People ist ein Dokumentarfilm der Filmemacher Jan-Christoph Gockel und TD Jack Mahamba Muhindo. Er begleitet Yves Ndagano auf einer Reise in seine Kindheit, in der er als Kindersoldat und in einer Coltan-Mine ausgebeutet wurde. Der Film hatte seine Weltpremiere am 24. Januar 2022 beim Filmfestival Max Ophüls Preis im Wettbewerb Dokumentarfilm.

## Handlung
Yves Ndagano reist als ehemaliger Kindersoldat und Schürfer einer Coltan-Mine im Osten der DR Kongo erstmals zurück an die Orte seiner Kindheit, um sich seinen traumatischen Erlebnissen zu stellen. Mit seiner Holzpuppe Leopold, benannt nach Leopold II., der den Kongo unterjochte und ausbeutete, gelingt es ihm, dem Erlebten Ausdruck zu verleihen.
Vor Ort zeigt sich, dass die Region immer noch mit den gleichen Problemen zu kämpfen hat. Der Kampf um Rohstoffe bestimmt das Leben, viele Kinder wachsen in ärmlichsten Verhältnissen auf. Ndagano klärt die Kinder vor Ort auf, in welchem Zusammenhang sein Schicksal mit dem weltweiten Rohstoffhandel steht. Zudem begegnet er seiner Familie, die ihn nach seiner Rückkehr als Kindersoldat verstoßen hatte.
Da weder Ein- noch Ausreise im Kongo möglich sind, begibt sich die Puppe Leopold auf eine Reise um die Welt, wo zahlreiche Künstler ihre eigene Geschichte erzählen.

## Produktion
Die Idee zum Film entstand, nachdem Gockel auf einer Recherchereise den Osten der DR Kongo besucht und dabei Ndagano kennengelernt hatte. Zunächst realisierten sie die Geschichte als Theaterstück, das die Theaterkompanie „peaches & rooster“ (dessen Mitbegründer und künstlerischer Leiter Gockel ist) zusammen mit dem Theater im Bauturm und dem africologneFESTIVAL produzierte. Bei der Umsetzung als Dokumentarfilm traten „peaches & rooster“ und das africologneFESTIVAL auch als Produktionsfirmen auf, zudem werden im Film Theateraufnahmen verwendet. Die Ko-Produktion übernahmen das Theater im Bauturm und das Schauspielhaus Graz.
Aufgrund der Einreisebeschränkungen war Gockel auf Kommunikationsmittel angewiesen, um auf den Dreh Einfluss zu nehmen. Vor Ort übernahm der kongolesische Filmemacher TD Jack Mahamba Muhindo die Regie. Die Dreharbeiten wurden immer wieder von politischen Widrigkeiten eingeschränkt und zwischenzeitlich unterbrochen. Zudem brach während des Filmdrehs der Vulkan Nyiragongo aus.
Gefördert wurde der Film vom Ministerium für Kultur und Wissenschaft des Landes Nordrhein-Westfalen, dem NRW Landesbüro Freie Darstellende Künste, dem Auswärtigen Amt, dem Partnerschaftsverein Rheinland-Pfalz / Ruanda und Shift Phone, einer Firma für faire Smartphones.

## Festivals
- 2022: Filmfestival Max Ophüls Preis
- :Nominierung im Wettbewerb Dokumentarfilm